# Parti communiste du Togo
Pour les articles homonymes, voir PCT.
Le parti communiste du Togo, ou PCT est un parti communisme togolais fondé entre le 3 et 4 mai 1980. Ce parti a suivi les lignes politiques du Parti du travail d'Albanie. Il évolua en dehors du Groupe Communisme du Togo (GCT), actuellement connu sous le nom d'Organisation Communiste du Togo (OCT).
Le PCT a publié Révolution.
La section jeunesse du PCT est appelé Organisation de la Jeunesse Communiste du Togo (OJCT).